# Deir al-Bukht
Deir al-Bukht (tiếng Ả Rập: دير البخت, cũng đánh vần Deir al-Bukhit hoặc Dayr al-Bakht) là một thị trấn ở miền nam Syria, một phần hành chính của quận al-Sanamayn của Tỉnh Daraa nằm ở phía bắc Daraa. Nó nằm khoảng 63 km về phía nam của thủ đô Damascus. Các địa phương lân cận bao gồm al-Sanamayn ở phía nam, Kafr Shams ở phía tây nam, Deir al-Adas ở phía tây, Ghabaghib ở phía đông bắc, Muthabin ở phía đông và Jabab ở phía đông nam. Trong cuộc điều tra dân số năm 2004 của Cục Thống kê Trung ương Syria (CBS), Deir al-Bukht có dân số 5.381 người.

## Lịch sử
Tên "Deir al-Bukht" là tiếng Ả Rập cho "Convent of the Bactrian Camel." Theo nhà địa lý người Syria đầu thế kỷ 13 Yaqut al-Hamawi, Deir al-Bukht trước đây được biết đến với cái tên "Deir Mikhail", một tu viện dành riêng cho Saint Michael. Nó nhận được tên hiện tại là kết quả của thói quen đầu tiên của Umayyad caliph Abd al-Malik vào thế kỷ thứ 8 khi có một con lạc đà Bactrian được đặt trong tu viện.
Một thành viên của gia đình Abbasid, Ali ibn Abdullah ibn Abbas, duy trì một khu vườn tại Deir al-Bukht để giải trí dưới triều đại của người kế vị Abd al-Malik, al-Walid. Ali bị buộc tội giết anh trai nuôi Salit của mình ở Deir al-Bukht, nhưng Sulayman ibn Abd al-Malik và Ubaydallah ibn Ziyad đã thay mặt Ali, thuyết phục al-Walid tha mạng. Thay vào đó Ali bị cầm tù.
Năm 1596, Dayr al-Buht xuất hiện trong sổ đăng ký thuế của Ottoman như một phần của nahiya của Bani Kilab ở Qada của Hauran. Nó có một dân số hoàn toàn Hồi giáo bao gồm 15 hộ gia đình và 6 cử nhân. Thuế đã được trả cho lúa mì, lúa mạch, vụ mùa hè, dê và/hoặc tổ ong.
Trong học giả Kinh Thánh thế kỷ 19 Eli Smith đã lưu ý rằng Deir al-Bukht là một ngôi làng Hồi giáo.
Trong thời kỳ Pháp ủy, Deir al-Bukht là trung tâm của gia tộc 'Al al-Zubi, kiểm soát tổng cộng 16 ngôi làng ở Hauran, bao gồm Khirbet Ghazaleh và al-Musayfirah, và cung cấp sự lãnh đạo tôn giáo địa phương của Qadiriyya, Trật tự Hồi giáo Sufi có từ thế kỷ 12. Người đứng đầu gia tộc là Muflih al-Zubi, từng là phó của chính quyền Pháp ủy.